# Gaelic football

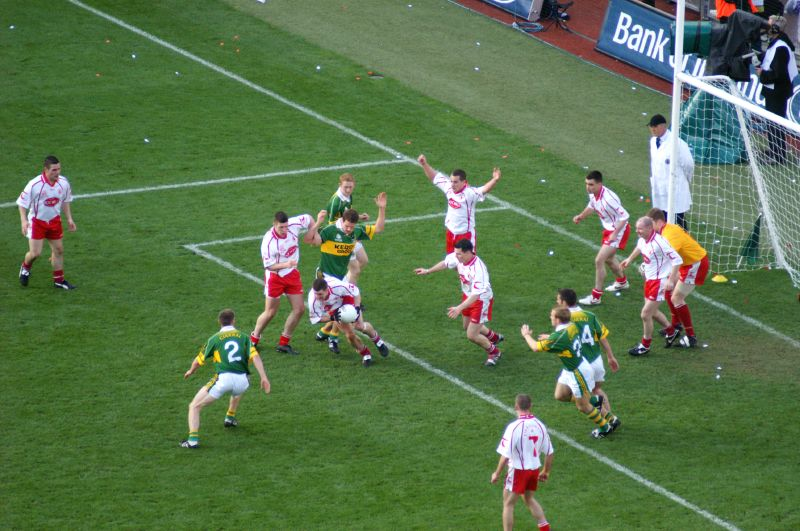
Een spelsituatie bij het Gaelic football

Gaelic football is een teamsport en balspel met kenmerken van zowel voetbal als van rugby. Het wordt voornamelijk in Ierland gespeeld. Alhoewel het spel al eeuwen bestaat werden de regels vastgelegd door de Gaelic Athletic Association (GAA) aan het eind van de 19e eeuw. Er bestaan verschillende competities voor mannen en vrouwen en er bestaat ook een Europees kampioenschap dat in 2012 in Maastricht (Nederland) plaatsvond.

## Spelregels

Het speelveld

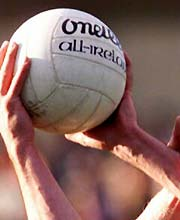
De bal die gebruikt wordt bij Gaelic football

De bedoeling is meer punten te scoren dan de tegenstander. Het spel wordt gespeeld met een ronde, leren bal, die lijkt op een voetbal. Het spel wordt gespeeld op een veld dat op een rugbyveld lijkt, tussen de 130-145 m lang en tussen de 80-90 m breed. Op het veld staan een aantal lijnen getrokken, ter hoogte van 13 m, 20 m en 45 m van iedere kant. Aan beide kanten staat een doel bestaande uit twee lange palen, iets onder het midden verbonden door een dwarsbalk (dus min of meer in de vorm van een H), met in het onderste gedeelte een net. Voor het doel staat een doelman. Een team bestaat uit vijftien spelers: goalkeeper (doelverdediger), zes verdedigers, twee middenvelders en zes aanvallers. Er mogen niet meer dan drie wisselingen binnen een wedstrijd gedaan worden. Een wedstrijd duurt 60 of 70 minuten, en heeft twee helften.
De bal mag in de handen worden genomen, maar niet voor meer dan vier stappen. Dan moet de bal ofwel op de grond of op de tenen stuiten en terug in de handen worden gevangen, of worden gegooid of getrapt naar een andere speler. Als de bal over de zijlijn gaat zal de bal met een trap weer in het spel worden gebracht (dus er wordt niet ingegooid zoals bij voetbal) Gaat de bal over de achterlijn, dan wordt er een vrije trap toegekend op 45 m van het doel. Als er een overtreding wordt gemaakt dan wordt de speler geboekt: de scheidsrechter maakt een aantekening in zijn boekje. Na twee aantekeningen wordt de speler van het veld gestuurd. 
Als een bal in het onderste gedeelte van het doel terechtkomt, dan is er een goal gescoord. Gaat de bal tussen de palen over de dwarsbalk heen, dus in het bovenste gedeelte van het doel, dan is er een point (punt) gescoord. Een goal is evenveel waard als drie punten. De score wordt weergegeven als 'goals' – 'punten'. Als een team bijvoorbeeld 1 goal en 12 punten (points) heeft gescoord, dan wordt dit opgeschreven als 1–12. Voor het bepalen van de winnaar wordt echter de totale waarde van goals en punten bij elkaar opgeteld; in het voorbeeld is dit totaal 15 punten. Het winnende team heeft het hoogste aantal punten. In het oplezen van de scores wordt gewoonlijk het winnende team eerst genoemd, bijvoorbeeld "Dublin two fourteen" – "Meath one twelve"
Gaelic football lijkt in sommige opzichten op rugby, zoals in de mogelijkheid om de handen te gebruiken en de vorm van de doelen. Verschillen zijn onder andere dat men in gaelic football niet, zoals bij rugby, kan scoren door naast het doel de bal over de achterlijn te werken, het verbod om onbeperkt te rennen met de bal, dat de regels voor tackles een stuk strenger zijn, de afwezigheid van fenomenen als de scrum en de regels voor het overspelen tussen spelers.
De overeenkomsten met Australian Rules Football zijn groter. Er wordt soms van uitgegaan dat de Australische versie is beïnvloed door het Ierse spel. Sinds het einde van de 20e eeuw spelen Gaelic en Australian Rules teams tegen elkaar in International Rules wedstrijden, waarbij een compromis is gemaakt in de regels van beide sporten.

## Teamstructuur
Alle Gaelic sporten (o.a. ook hurling) zijn amateursporten; dit wil zeggen dat er geen professionele spelers zijn. Een team wordt gevormd per parochie. Al deze lokale teams spelen tegen elkaar om het county-kampioenschap te winnen. Dit is een knock-outtoernooi, wordt het All Ireland-toernooi genoemd, en wordt eerst in county-, dan op provincieniveau gespeeld. De beste teams van de vier provincies spelen uiteindelijk tegen elkaar in een All Ireland Final die in Dublin wordt georganiseerd.
Op nationaal niveau worden de teams per county samengesteld, waardoor er 34 teams zijn voor de originele 32 county's van Ierland, en twee teams samengesteld uit de Ierse diaspora in Londen en New York. Alhoewel het Ierse eiland in 1920 in twee staten werd verdeeld worden sportwedstrijden (net als de meeste culturele organisaties en alle religies) nog steeds georganiseerd op basis van het hele eiland. 
Er zijn twee niveaus: "senior" en "junior", met spelers onder 18 jaar in de juniorcategorie.

## All Ireland Final
De All Ireland Final is een verzamelnaam voor alle finales van toernooien die over de zondagen in september worden gespeeld in een uitverkocht (70.000+) Croke Park in Dublin. Specifiek zijn dit Gaelic football voor dames en heren, hurling en camogie. Ook de president van Ierland, de taoiseach (premier) en andere belangrijke gasten zijn bij de wedstrijden aanwezig. 
De winnaar van het kampioenschap bij de heren wint de Sam Maguire cup, terwijl het herenhurlingteam de Liam McCarty cup wint. Kerry heeft het kampioenschap het vaakst gewonnen, met meer dan dertig All Ireland-overwinningen. Op de tweede plaats staat Dublin met meer dan twintig overwinningen.

## Recente winnaars (heren)
- 1999: County Meath
- 2000: County Kerry
- 2001: County Galway
- 2002: County Armagh
- 2003: County Tyrone
- 2004: County Kerry
- 2005: County Tyrone
- 2006: County Kerry
- 2007: County Kerry
- 2008: County Tyrone
- 2009: County Kerry
- 2010: Cork
- 2011: Dublin
- 2012: Donegal
- 2013: Dublin
- 2014: County Kerry
- 2015: Dublin
- 2016: Dublin
- 2017: Dublin
- 2018: Dublin
- 2019: Dublin
- 2020: Dublin
- 2021: County Tyrone
- 2022: County Kerry